# Мечеть Шохи Ахси
Мечеть Шохи Ахси — памятник культурного наследия, расположенный в историческом центре Бухары (Узбекистан). Вместе с остальными архитектурными, археологическими, религиозными и культурными памятниками Бухары входит в список Всемирного наследия ЮНЕСКО под названием «Исторический центр Бухары» и в национальный перечень объектов недвижимого имущества материального и культурного наследия Узбекистана — находится под охраной государства.
Мечеть была построена в XVII веке. В советский период использовалась как обувной склад. После распада СССР и обретения Узбекистаном независимости она была капитально отремонтирована. В настоящее время выполняет свою первоначальную функцию — является квартальной мечетью.